# 羅雲·威廉斯
羅雲·道格拉斯·威廉斯，奥伊斯特茅斯的威廉斯勛爵 PC FBA FRSL FLSW（英語：Rowan Douglas Williams，1950年6月14日—），第104任坎特伯雷大主教（暨全英格蘭及普世聖公宗牧首）。上一任大主教是喬治·凱里（George Carey），威廉斯于2012年12月卸任坎特伯雷大主教，隔年1月起担任剑桥大学莫德林学院院长。

## 傳記
羅雲·威廉斯在1950年6月14日於英國威爾斯斯旺西出生。就讀的中學是斯旺西的Dynevor School，之後至劍橋大學基督學院修讀神學、1975年於牛津郡的Wadham College以哲學博士畢業。
畢業後，羅雲·威廉斯到西約克郡的College of the Resurrection教學2年。在1977年他回到劍橋Westcott House教神學。同年被任命為伊利座堂(Ely cathedral)執事。

## 外部連結
- 個人官網
- 坎特伯雷大主教官網 （页面存档备份，存于）
- 坎特伯雷大教堂官網 （页面存档备份，存于）
- 英國廣播公司：資料庫 （页面存档备份，存于）

| 宗教頭銜         | 宗教頭銜                                        | 宗教頭銜             |
| ---------------- | ----------------------------------------------- | -------------------- |
| 前任： 喬治·凱里 | 坎特伯里大主教暨普世聖公宗宗主教 2003年－2012年 | 繼任： 賈斯汀·韋爾比 |